# Stephanie Lebby
Stephanie Lebby (Laguna Beach, 19 febbraio 1997) è un'ex sciatrice alpina statunitense.

## Biografia
Specialista delle prove tecniche originaria di Big Bear Lake e attiva dal novembre del 2013, in Nor-Am Cup la Lebby ha esordito il 3 dicembre dello stesso anno a Loveland in slalom gigante (48ª),ha ottenuto il miglior risultato il 21 marzo 2015 a Burke Mountain nella medesima specialità (6ª) e ha preso per l'ultima volta il via il 28 marzo 2022 a Sugarloaf in slalom speciale, senza completare la prova. Si è ritirata al termine di quella stessa stagione 2021-2022 e la sua ultima gara è stata lo slalom speciale dei Campionati statunitensi 2022, disputato il 29 marzo a Sugarloaf e non completato dalla Lebby; non ha debuttato in Coppa del Mondo e non ha preso parte a rassegne olimpiche o iridate.

## Palmarès

### Nor-Am Cup
- Miglior piazzamento in classifica generale: 23ª nel 2015

### Campionati statunitensi
- 1 medaglia:
  - 1 bronzo (slalom speciale nel 2016)